# Шибалково семя
«Шибалково семя» ― рассказ русского советского писателя Михаила Александровича Шолохова, написанный в 1924 году.

## История публикации
Рассказ «Шибалково семя» впервые опубликован в журнале «Огонёк», 8 марта 1925 года, № 11. Входил в авторские сборники «Донские рассказы» (1926) и «Лазоревая степь. Донские рассказы» (1931).
Критик и литературовед, В. В. Васильев предположил, «что рассказ написан ранее 20 ноября, в сентябре ― октябре 1924 года, до отъезда писателя из станицы в Москву (первые числа ноября)». Основанием к этому послужил факт цитирования в письме Шолохова к Марии Петровне от 20 ноября 1924 года стилистического оборота из рассказа «Катерина и Яков Ив. любезны до высшего и до большого степени», так как писатель не имел обыкновения «проговаривать свои произведения до их материального воплощения на бумаге».

## Сюжет
События, описанные в произведении, относятся к январю ― середине марта 1922 года. Рассказ представляет собой монолог казака Якова Шибалка об истории появления на свет его ребёнка. Молодой пулемётчик казачьей сотни особого назначения «поимел» жалость к женщине, Дарье, подобранной на дороге после отхода белых, и взял её «на тачанку». Между ними возникло взаимное чувство. Дарья готовится стать матерью. Помогая ей при родах, чуть не закончившихся смертью героини, Шибалок слышит страшную исповедь: Дарья специально подослана в отряд, именно она повинна в гибели бойцов, уничтоженных бандитами. Шибалок рассказывает обо всём товарищам, и те решают её «прикончить, совсем с новорождённым отродьем». Герой понимает, что Дарье не может быть пощады («Убью я её не из страху, а по совести»), но просит сохранить жизнь ребёнку («У вас жёны и дети есть, а у меня, окромя его, никого не оказывается…»), которого больше года затем возит с собой в тачанке.
Используя в произведении форму сказа, Шолохов сознательно отказывается от объективированного изображения героя, даёт ему возможность самораскрыться, что позволяет читателю за жестокостью (именно он расстреливает мать только родившегося ребёнка) разглядеть яркую и самобытную личность, от природы наделённую такими чертами, как чувство жалости и сострадания ― сначала к Дарье, а потом и к ребёнку. В этом сочетании привычки убивать и стремление к жизненной норме, к человеческому родству проявляется в конечном итоге вся сложность и внутренняя противоречивость его натуры.

## Персонажи
- Дарья ― мать сына главного героя Шибалка, заслана бандитами в красноармейскую сотню особого назначения для сбора сведений. Умирает от рук Шибалка после своего признания в шпионстве.
- Дитё ― безымянный сын Дарьи и Шибалка.
- Добрая гражданка ― безымянный персонаж, зав. детским домом, куда приносит Шибалок своего маленького сына.
- Казаки из сотни ― безымянные красноармейцы сотни, в которой служит Шибалок.
- Сотенный ― безымянный персонаж, командир Шибалка, предложивший выгнать Дарью из сотни.
- Яков Шибалок ― красноармеец-пулемётчик сотни особого назначения, главный герой рассказа и рассказчик. Берёт к себе на тачанку «пострадавшую от банды» Дарью, у которой от него рождается сын. По настоянию сотни убивает мать своего ребёнка после её признания в шпионстве.

## Адаптации
По мотивам рассказов «Шибалково семя» и «Родинка» Михаила Шолохова в 1964 году на киностудии «Ленфильм» снят художественный фильм «Донская повесть». Режиссёр-постановщик В. А. Фетин, сценарий А. Я. Витоля.